# Dongfeng Renault
Dongfeng Renault Automobile Company або Dongfeng Renault було спільним китайським підприємством між виробниками автомобілів Dongfeng Motor Group і Renault, яке було створено у 2013 році і створено з метою виробництва та продажу автомобілів під маркою Renault. Спільне підприємство виникло з Sanjiang Renault, попереднього партнерства між Renault і Sanjiang Space, заснованого в 1993 році. У квітні 2020 року Renault оголосила про вихід зі спільного підприємства.

## Історія

### Sanjiang Renault
У 1993 році Renault і Sanjiang заснували спільне виробниче підприємство в Сяогані під назвою Sanjiang Renault Automotive Company. Renault мала 45 % акцій, а Sanjiang — 55 %. У 1995 році компанія почала складати Renault Trafic. Партнерство виявилося невдалим, і Sanjiang Renault зібрала лише 4906 одиниць перш ніж припинити виробництво у 2003 або 2004 році
Переговори з Dongfeng почалися у 2004 або 2003 приблизно в той самий час, коли виробництво було зупинено в невдалому партнерстві Sanjiang-Renault. У червні 2013 року Dongfeng придбала 55 % акцій Sanjiang Renault у свого колишнього китайського партнера, перейменувавши юридичну особу в Dongfeng Renault Automobile Company. 16 грудня 2013 Renault підписала угоду про створення спільного підприємства з Dongfeng після отримання остаточного дозволу уряду Китаю.
У 2019 році Dongfeng Renault продала лише 18 607 автомобілів і повідомила про операційні збитки понад 1,5 мільярда юанів. У квітні 2020 року після низьких продажів Renault оголосила, що зосередиться на комерційних і електричних транспортних засобах для китайського ринку. У серпні 2020 року підприємство Dongfeng Renault офіційно перестало існувати, і Renault передала свою частку Dongfeng. Операції були перейменовані на Dongfeng Motor (Wuhan) Co., Ltd.

## Операції
Dongfeng Renault відповідав за продаж автомобілів Renault у Китаї. Завод Dongfeng Renault був побудований в Ухані та почав виробництво в лютому 2016 року. Він випускав до 150 000 автомобілів на рік. Потужності Renault в Ухані також включали майстерню двигунів і центр досліджень і розробок.

### Моделі, які випускалися
- Renault Koleos (2016—2020)[10]
- Renault Kadjar (2016—2020)[9]
- Renault City K-ZE (2019—2020)[11]
- Renault Captur (2019—2020)

### Імпортні моделі
- Renault Fluence (2010—2018)
- Renault Latitude (2010—2018)
- Renault Talisman (2012—2017)
- Renault Koleos (2010—2016)
- Renault Captur (2013—2019)
- Renault Megane RS (2013—2018)
- Renault Espace (2018—2020)

## Галерея

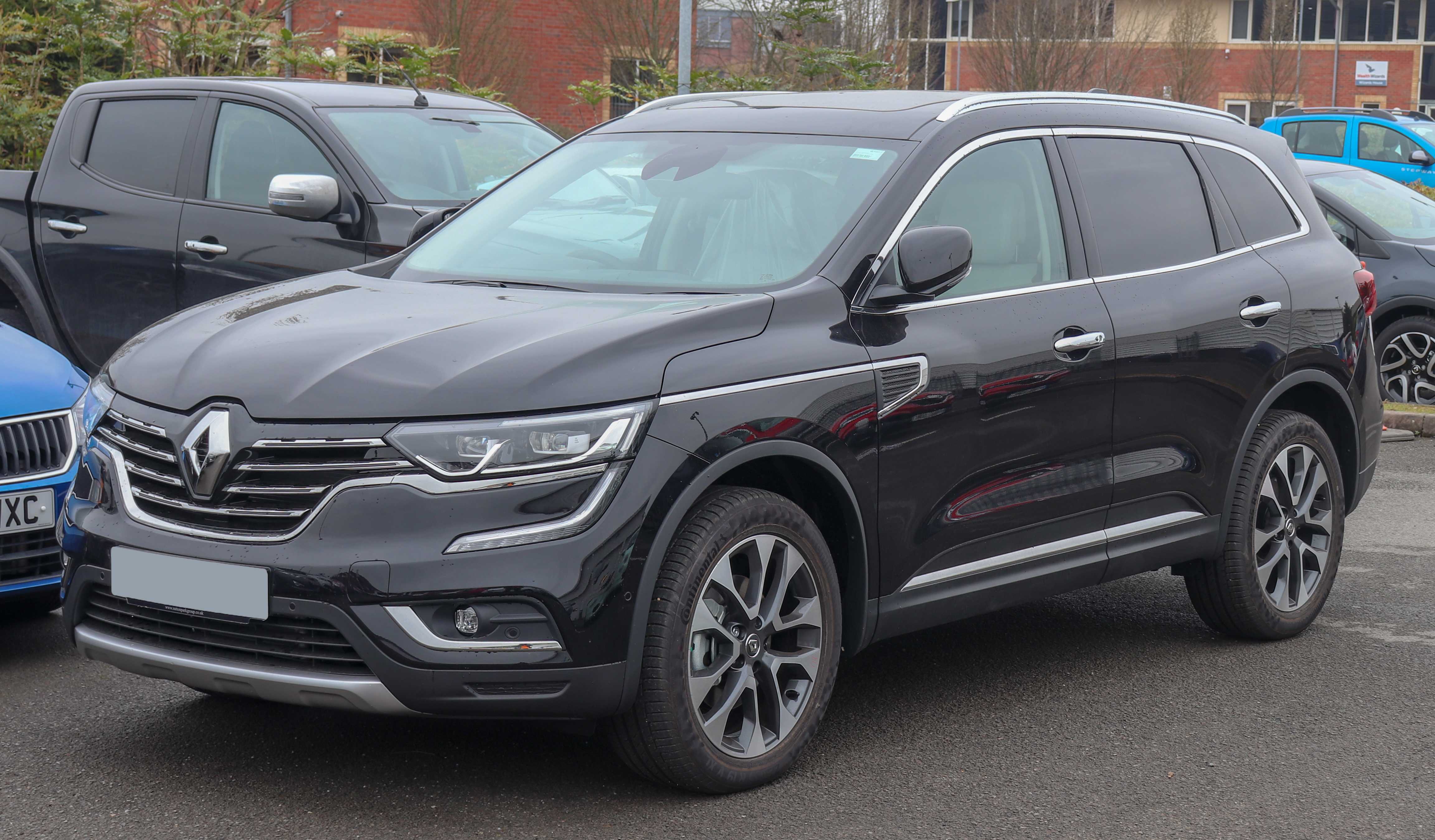
Renault Koleos
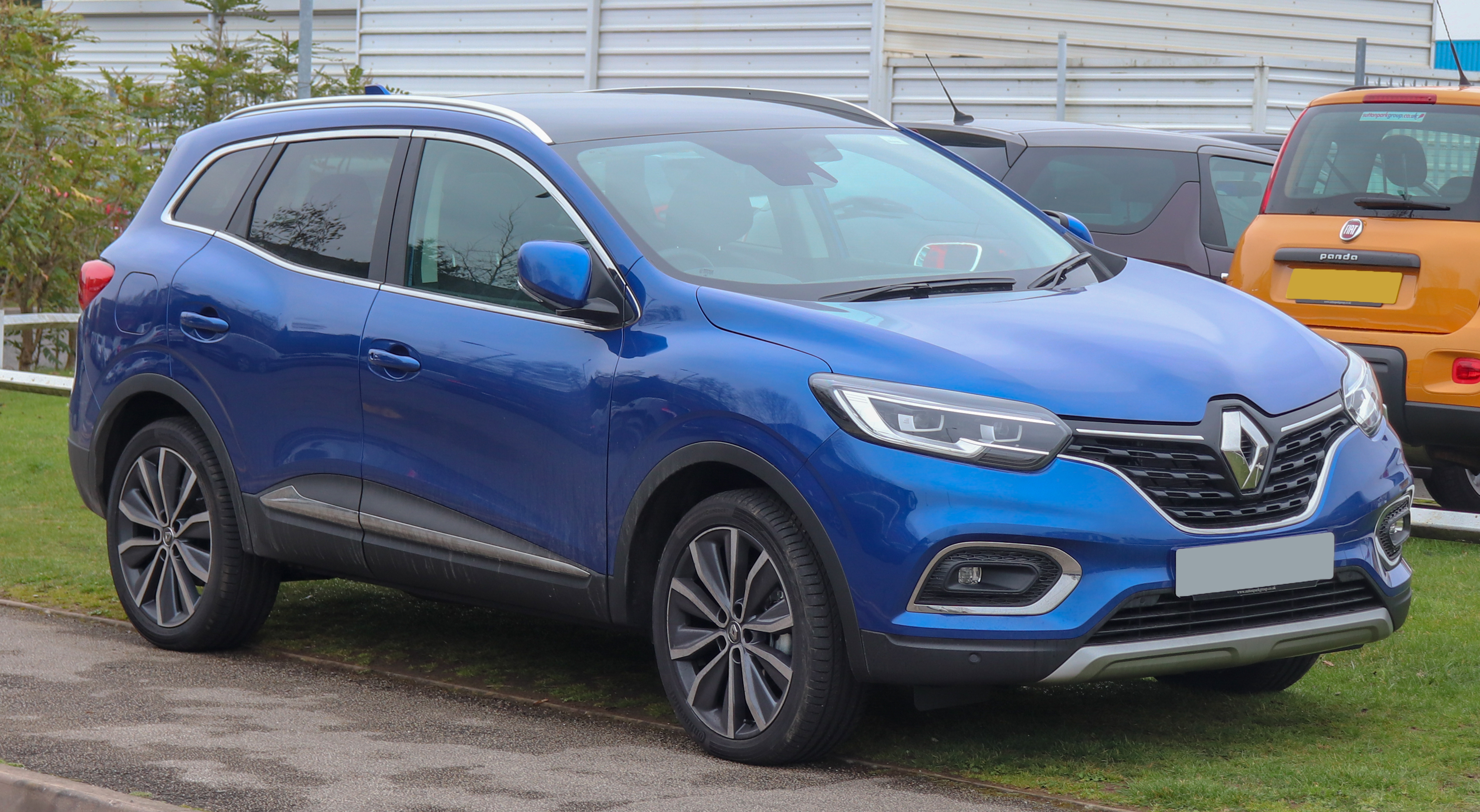
Renault Kadjar
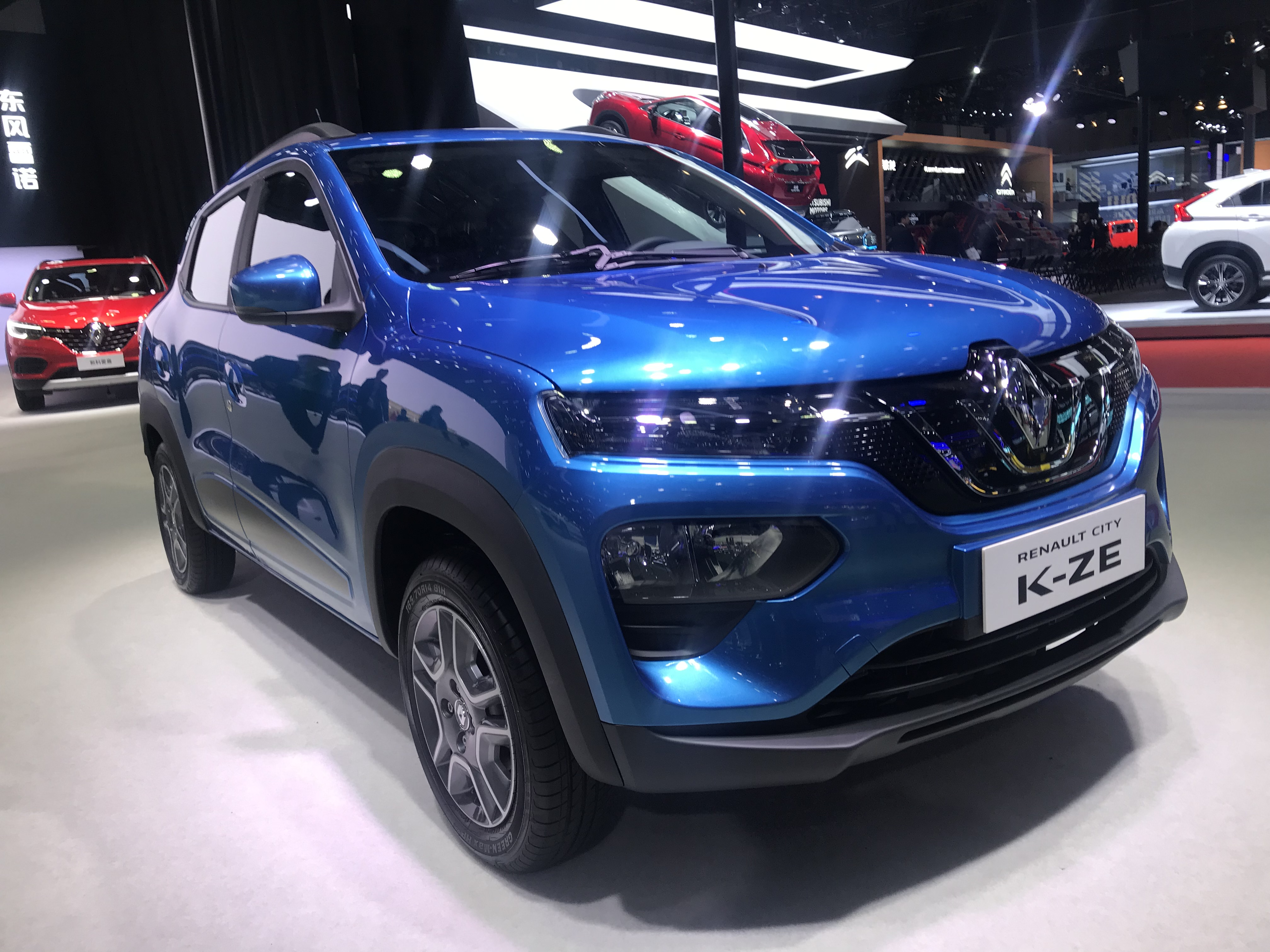
Renault City K-ZE